# مصباح فلوري

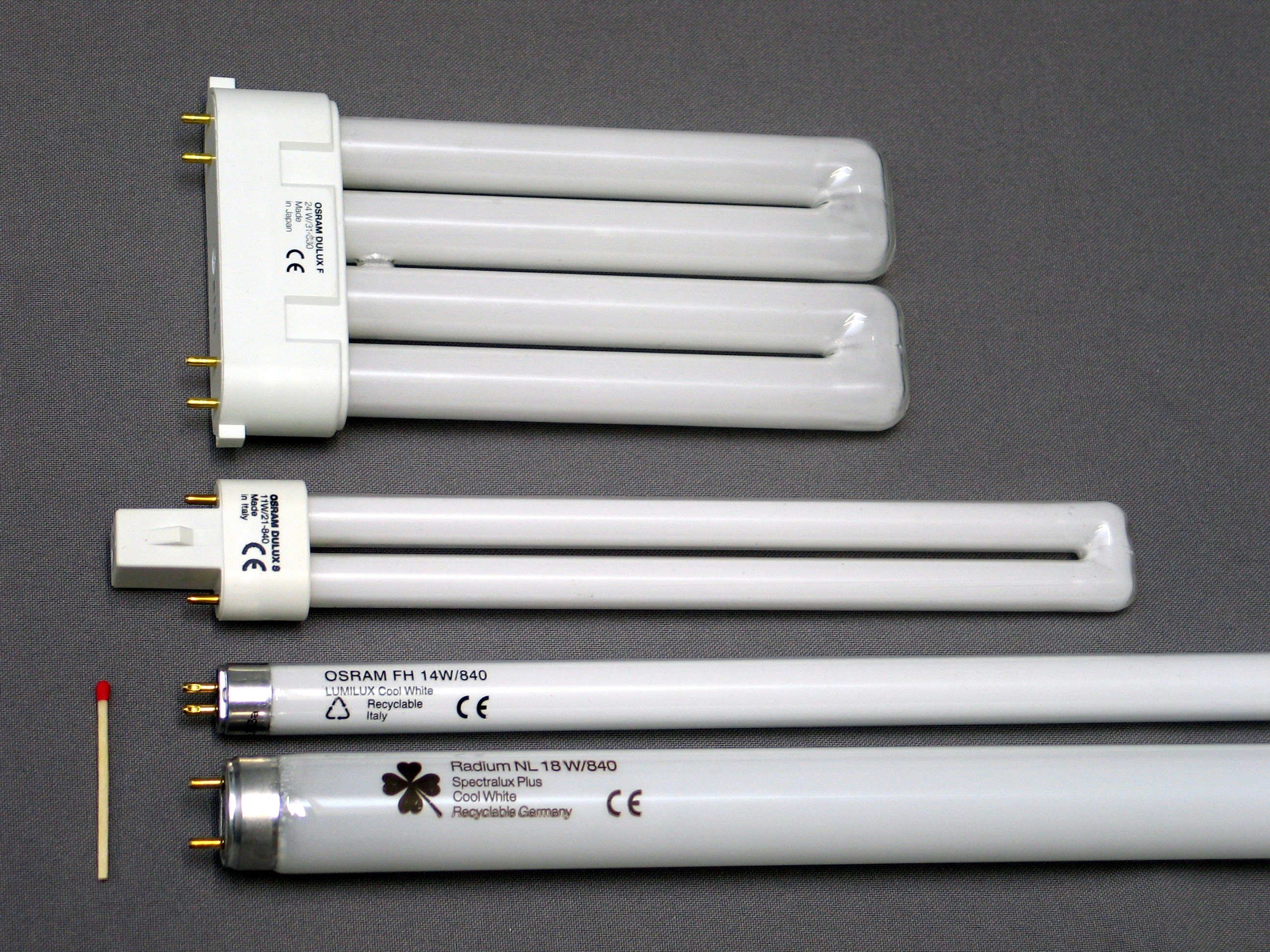
مصباح الفلوريسنت

المصباح الفلوري  هو مصباح يعتمد في إضاءته على التفريغ التألقي حيث يعمل ببخار الزئبق عندما يمر به تيار كهربي يطلق أشعة فوق بنفسجية تصطدم بالمادة الفلورية التي تغطي السطح الداخلي للمصباح فيضيئ بلون أبيض ويختلف عن مصباح النيون

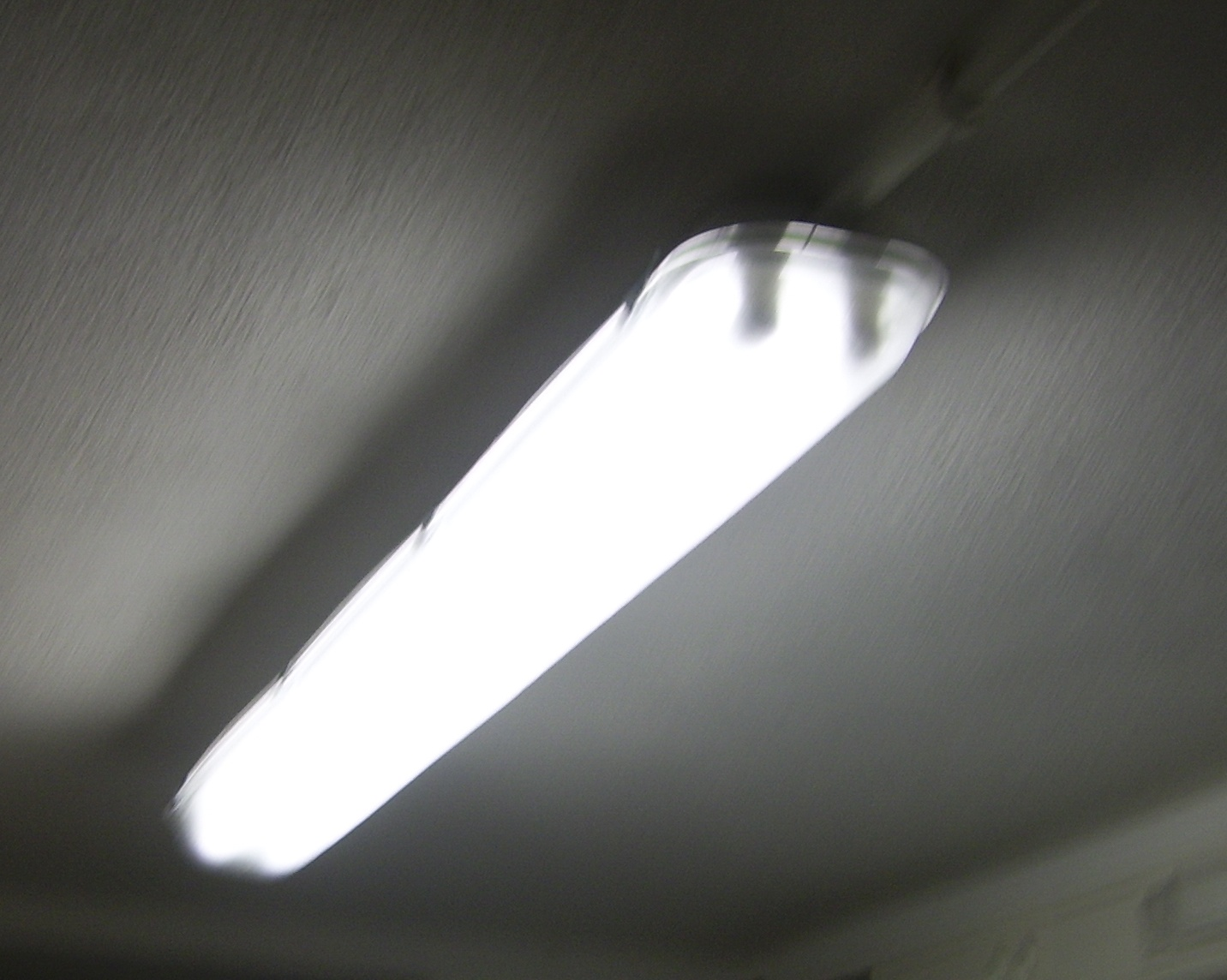
مصباح فلوريسنت طويل

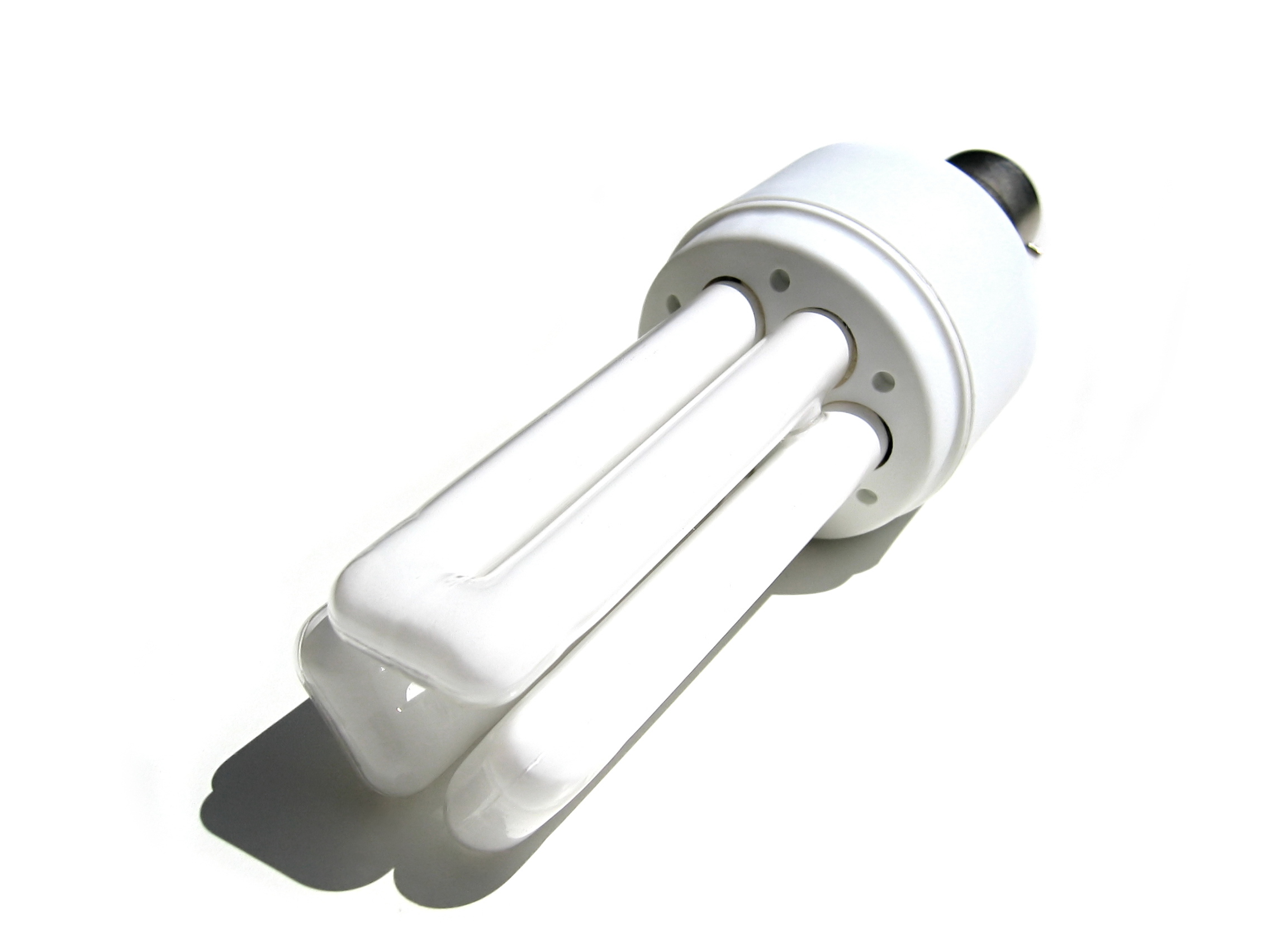
المصباح المدمج

## انواعه
1- مصباح نيون (مصباح شمعة طويل) : وهو يعمل بمحول إما عادى أو إلكترونى
2- المصابيح المدمجة : أو المصباح الحلزونى وهو يعمل بنفس طريقة النيون ولكن يتميز بصغر حجمه وإضاءته في نفس وقت تشغيله وهذا بفضل شيء يدعى المحلول الإلكتروني وهو يأخذ شكل حلزونى ويتم تركيبه عبر دواية قلاووظ عادية أو دواية مسمارية

## تركيب المصباح الفلوريسنت الطويل
يتكون مصباح الفلوريسنت الطويل من :
1- أنبوبة زجاجية مبطنة من الداخل بمادة فوسفورية تساعد في الإضاءة
2- بخار الزئبق
3- فتيلتان من التنجستين
4- غاز الأرجون

## تركيب مصباح الفلوريسنت المدمج

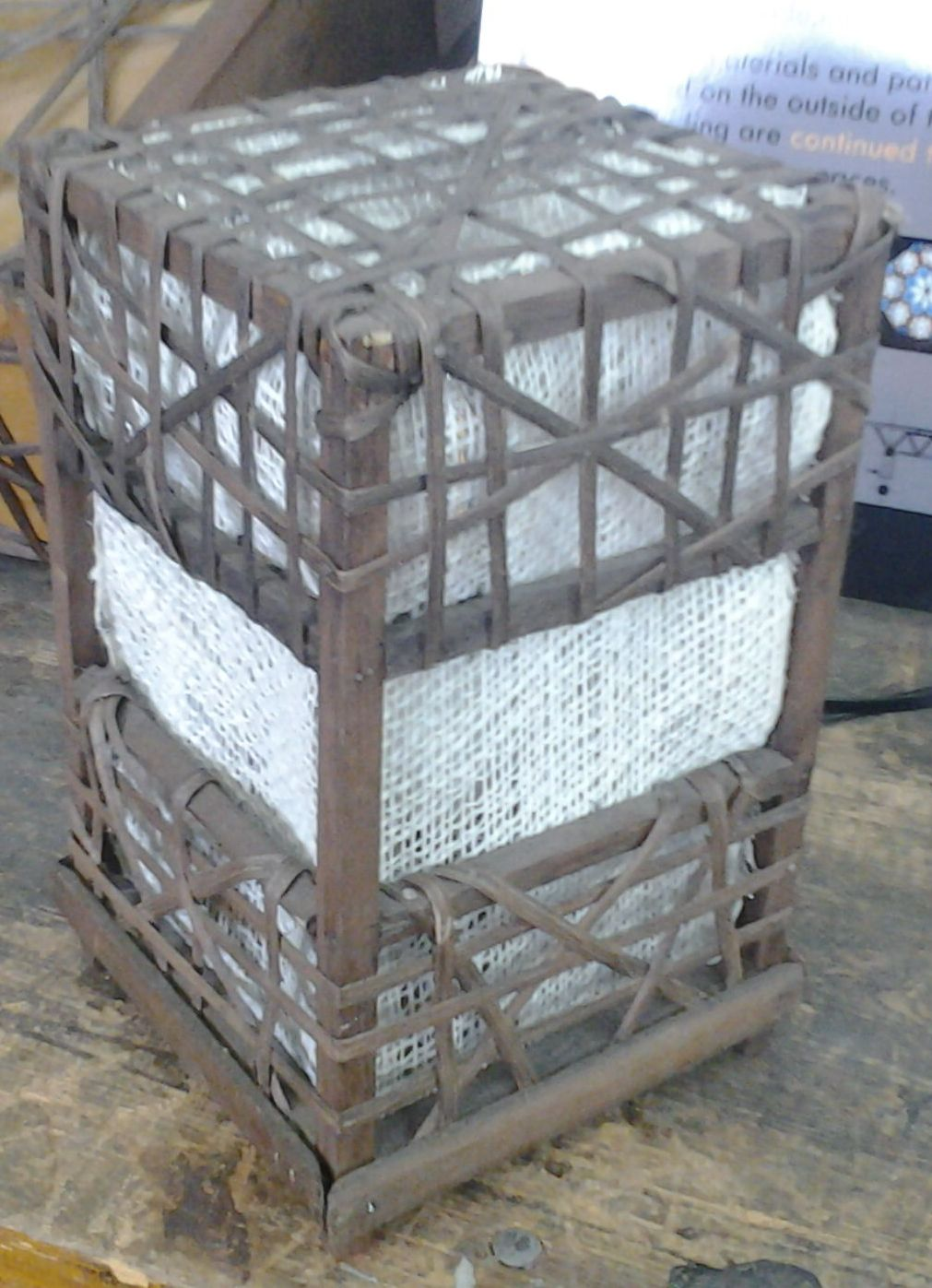
وحدات إضاءة متعددة الأشكال.

2- حصن زجاجى على شكل حلزونى وهو لمنع خروج الغاز الخامل
3- علبة وسط المصباح ويتكون من :
1- الطرانس : وهو من النوع الإلكترونى حيث يمكن للمصباح أن يتم إضاءته في نفس اللحظة التي يتم فيها فتحه
2- المقومات : وهي عبارة عن لوح داخل علبة وسط المصباح وتتكون من رسومات على شكل طرق وهي وصلات المصباح وعند فساد إياها سوف يتلف المصباح
4- القاعدة : وهي عبارة عن شكل قلاووظ أو شكل مسمارى حسب الدواية ويتم إيلاجها داخل فتحة الدواية

## ملحوظات
1. أكبر مصباح طويل يعادل ثمن أصغر مصباح فلورسينت مدمج

1. المصباح المدمج موفر للطاقة الكهربائية حيث أنه يحتوى على دائرة إلكترونية وليس خانق للتيار (ترانس)والمعروف عنه باستهلاك طاقة كهربية أكبر من الدائرة الإلكترونية لنفس شدة الإضاءة بالمقارنة مع المصباح الفلورسنت العادي.

1. المصباح الطويل لايعمل أحيانا عندما يكون الجهد الكهربى منخفض عن المصمم له.